# Сглаженный восьмиугольник

Слаженный восьмиугольник.

Семейство максимально плотных упаковок сглаженного восьмиугольника.

Сглаженный восьмиугольник — это область плоскости, предположительно, имеющая самую малую наибольшую плотность упаковки плоскости из всех центрально симметричных выпуклых фигур. Фигура получается заменой углов правильного восьмиугольника секцией гиперболы, которая касается двух сторон угла и асимптотически приближается к продолжениям сторон восьмиугольника, смежным сторонам угла.  

## Максимальная плотность упаковки
Сглаженный восьмиугольник имеет максимальную плотность упаковки 
{\displaystyle {\frac {8-4{\sqrt {2}}-\ln {2}}{2{\sqrt {2}}-1}}\approx 0.902414\,.}
Эта плотность меньше максимальной плотности упаковки кругов, которая равна
{\displaystyle {\frac {\pi }{\sqrt {12}}}\approx 0.906899.}
Максимальная плотность упаковки обычных правильных восьмиугольников равна
{\displaystyle {\frac {4+4{\sqrt {2}}}{5+4{\sqrt {2}}}}\approx 0.906163,}
что также слегка меньше максимальной плотности упаковки кругов, но больше плотности упаковки сглаженного восьмиугольника.
Сглаженный восьмиугольник достигает максимальной плотности упаковки не только для единственной упаковки, а для однопараметрического семейства упаковок.  Все они являются решёточными упаковками.
Для трёхмерного пространства гипотеза Улама об упаковках утверждает, что нет выпуклой фигуры, имеющей наибольшую плотность упаковки, меньшую упаковки шаров.

## Построение

Углы сглаженного восьмиугольника можно найти путём вращения трёх правильных восьмиугольников, центры которых образуют треугольник с постоянной площадью.

При рассмотрении семейств максимально плотных упаковок сглаженного восьмиугольника требование, чтобы плотность упаковки оставалась неизменной при изменении точек соприкосновения соседних восьмиугольников, может быть использовано для определения формы углов. На рисунке три восьмиугольника вращаются, в то время как площадь треугольника, образованного центрами этих восьмиугольников, не меняется. Для правильных восьмиугольников крайние фрагменты перекрываются, так что для возможности вращения необходимо углы срезать в точке, лежащей на полпути между центрами восьмиугольников, что даёт кривую, которая оказывается гиперболой.

Сглаженный восьмиугольник (чёрная линия), касательная гипербола (красная линия), асимптоты этой гиперболы (зелёные линии) и касательные стороны к гиперболе (синие линии).

Гипербола строится, как касательная к двум сторонам восьмиугольника, для которых прямые, содержащие соседние к ним стороны, являются её асимптотами. Расположим правильный восьмиугольник с радиусом описанной окружности {\displaystyle {\sqrt {2}}} на плоскости так, чтобы его центр находился в точке {\displaystyle (2+{\sqrt {2}},0)}, а одна вершина находилась в точке {\displaystyle (2,0)}. Определим две константы, ℓ и m:
{\displaystyle \ell ={\sqrt {2}}-1}
{\displaystyle m={\sqrt[{4}]{\frac {1}{2}}}}
Тогда гипербола задаётся уравнением
{\displaystyle \ell ^{2}x^{2}-y^{2}=m^{2}}
или, в эквивалентной параметризованной форме (только для правой части гиперболы):
{\displaystyle {\begin{cases}x={\frac {m}{\ell }}\cosh {t}\\y=m\sinh {t}\end{cases}},\;-\infty <t<\infty }
Часть гиперболы, образующая углы восьмиугольника, задаётся значениями параметра
{\displaystyle -{\frac {\ln {2}}{4}}<t<{\frac {\ln {2}}{4}}}
Прямые сторон восьмиугольника, являющиеся касательными к гиперболе, задаются уравнениями
{\displaystyle y=\pm \left({\sqrt {2}}+1\right)\left(x-2\right)}
А прямые сторон, являющиеся асимптотами гиперболы, задаются уравнениями
{\displaystyle y=\pm \ell x.}